# Fresnières
Fresnières is een dorp in het noorden van Frankrijk.
Het lag in de Eerste Wereldoorlog aan de Duitse kant van de frontlinie en werd zodoende met de grond gelijk gemaakt.

## Kaart
De onderstaande kaart toont de ligging van Fresnières met de belangrijkste infrastructuur en aangrenzende gemeenten.

## Demografie
Onderstaande figuur toont het verloop van het inwonertal, bron: INSEE-tellingen. 

## Websites
- (fr)  Statistische informatie op de website van INSEE

1. ↑  Populations de référence 2022.